# 曽我鉄工所
有限会社曽我鉄工所（そがてっこうしょ）は、福岡市中央区にある船舶修理・鉄鋼加工事業者である。

## 概要
博多港の須崎ふ頭西岸に会社事務所・工場を置き、鋼製船舶の修理事業を中心に、出張作業による各種鉄鋼製品の溶接修理等も行っている。博多港の岸壁に立地する船舶関連の鉄工所としては唯一の存在となっている。工場の所在地は、福岡造船福岡工場の対岸にあたる。

## 主要設備
- 係船岸壁（修繕用）：延長70m×深さ3.5m[4]
- クレーン：10tジブクレーン 1基[4]
- 屋内作業場[4]

## 沿革
- 1977年（昭和52年）6月26日 - 会社設立[4]。
- 2005年（平成17年） - 西部日本鋼材（株）の子会社となる[4][5]。